# Ізокванта

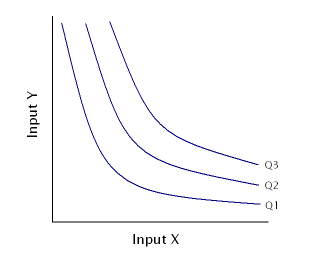
Карта ізоквант

Ізокванта (англ. isoquant) або крива рівного продукту, крива байдужості виробника відображає всі можливі комбінації двох, або більше факторів, які можуть бути використані для виробництва певного максимального обсягу продукту. 
Назва походить від грецького слова ῐ̓́σος — «рівний, однаковий, подібний» та лат. quantus — «скільки».
У теорії виробничих функцій ізокванта — це геометричне місце точок у просторі ресурсів, у яких різні поєднання виробничих ресурсів дають одну й ту саму кількість продукції, що випускається
Ізокоста — це лінія незмінних витрат, що показує всі можливі комбінації праці і капіталу, які фірма може придбати за даного рівня витрат. Цей показник допомагає максимізувати ефективність виробництва. 

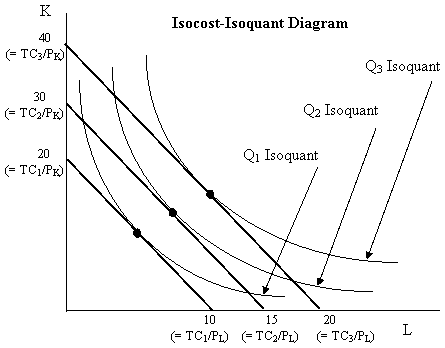
Карта ізоквант та ізокост

Ізокванта показує, в якій мірі компанія, має можливість за бажання, обирати між двома різними вхідними ресурсами, щоб отримати однаковий рівень випуску продукції. Ізоквантна карта може вказувати на зменшення або збільшення віддачі, на основі збільшення або зменшення відстаней між парами фіксованого приросту виробництва. 
Гранична норма технічного заміщення MRTS одного ресурсу іншим зменшується під час руху вздовж ізокванти. 
Якщо відстань між ізоквантами збільшується у міру збільшення випуску, виробнича функція фірми демонструє зменшення прибутку, і навпаки, якщо відстань зменшується у міру збільшення випуску, фірма відчуває збільшення прибутку. Як і криві байдужості, дві ізокванти не можуть перетинатися.